# Sialil-Lewis

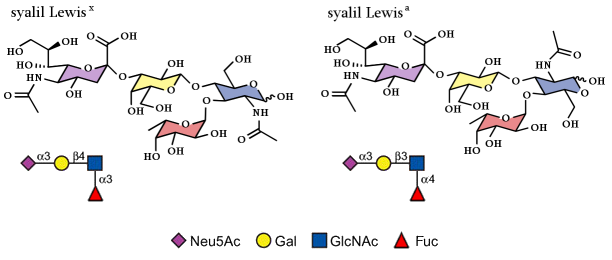
Estructura química de Sialil-Lewis^{x} (Siaα2,3Galβ1,4(Fucα1,3)GlcNAc) i Sialil-Lewis^{a} (Siaα2,3Galβ1,3(Fucα1,4)GlcNAc). Neu5Ac: Àcid siàlic amb un grup N-acetil al C5 (Àcid N-acetilneuramínic); Gal: Galactosa; GlcNAc: N-Acetilglucosamina; Fuc: Fucosa.

Els Sialil-Lewis són antígens tetrasacàrids que tenen un paper vital en el procés de reconeixement entre cèl·lules.
N'hi ha de dues classes; Sialil-Lewisx (també conegut com a SLex, CD15 o SSEA-1) i Sialil-Lewisa (també conegut com a SLea o CA19-9).

## Funcions
El Sialil-Lewisx actua en el procés de captació de leucòcits en l'endoteli per tal que puguin arribar a la seva destinació. També està relacionat en el procés d'adhesió cel·lular, actuant com a lligand per la E-selectina i la L-selectina.
Hi ha una correlació significativa entre els nivells tant de Sialil-Lewisa com Sialil-Lewisx amb alguns tipus de càncer. S'ha vist que tenen un paper crític en la metàstasi, ja que permeten a les cèl·lules canceroses sortir del canal sanguini cap a altres òrgans i teixits, quan estan circulant a través del torrent sanguini. Sialil-Lewisa i Sialil-Lewisx serveixen com a lligands per la E-Selectina, localitzada a les cèl·lules endotelials vasculars després d'haver estat activada per citocines. Aquesta interacció és crucial en els primers passos d'adhesió cel·lular en el procés de metàstasi.

## Síntesi

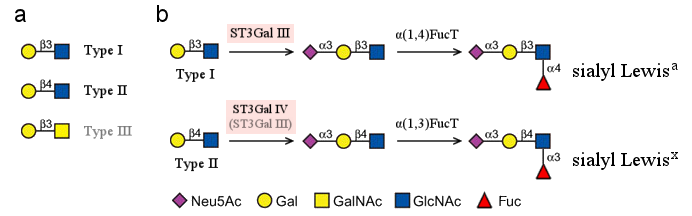
a. Els tres tipus de subtrats (Type I, Type II, Type III) reconeguts per les sialiltransferases α(2,3)-STs (ST3Gal). b. Biosíntesi de SLe^{x} i SLe^{a}. α(1,4)FucT i α(1,3)FucT són fucosiltransferases; un grup de glicosiltransferases que permeten la unió d'una fucosa al substrat. Neu5Ac: Àcid N-acetilneuramínic. Gal: Galactosa. GalNAc: N-Acetilgalactosamina. GlcNAc: N-Acetilglucosamina. Fuc: Fucosa.

L'enzim beta-galactosa alfa-2,3-sialiltransferasa 3 (ST3Gal-III) participa en la glicosilació cel·lular i és imprescindible en la biosíntesi de Sialil-Lewisa i en menor proporció, de Sialil-Lewisx.
L'enzim beta-galactosa alfa-2,3-sialiltransferasa 4 (ST3Gal-IV) participa principalment en la biosíntesi de Sialil-Lewisx.
Les sialiltransferases ST3Gal poden afegir àcid siàlic a tres tipus diferents de substrats. Aquests es classifiquen donant-los els noms Type I, Type II i Type III segons a què està unida la galactosa i segons la posició de l'enllaç.
ST3Gal-III presenta molta activitat pels substrats Type I tot i que també presenta certa activitat amb els Type II, en canvi ST3Gal-IV té molta afinitat pels Type II. És per aquest motiu que participen en la formació de Sialil-Lewis estructuralment diferents. Tot i això ST3Gal-III també té un paper important en la formació de novo i en l'expressió de SLex, essent per tant un cas de competència enzimàtica. S'ha observat que una sobreexpressió de ST3Gal-III incrementa molt més els nivells de SLex que una de ST3Gal-IV. Això és degut al fet que tot i ser menys específic pels substrats Type II presenta una activitat més alta. ST3Gal-III i ST3Gal-IV pràcticament no presenten activitat amb els substrats Type III.
Una sobreexpressió de ST3Gal-III i conseqüentment l'elevada formació de Sialil-Lewisa provoquen efectes metastàtics més severs i significatius que una sobreexpressió de ST3Gal-IV in vitro i in vivo. Això concorda amb els resultats obtinguts si es fa un assaig CA19-9 en sang, utilitzat per detectar l'antigen Sialil-Lewisa i, per tant, de manera indirecta l'elevada activitat de ST3Gal-III.